# 茨维·皮兰
茨维·皮兰（英語：Tsvi Piran，1949年5月6日—），出生于特拉维夫，以色列理论物理学家和天体物理学家，他因关于伽马射线暴（GRBs） 和数值相对论的工作而知名。

## 奖项和荣誉
- 道杰出博士论文奖，1976年
- 加州理工学院杰出摩尔研究奖，2005年
- ERC高级研究基金，2009年